# Manuale d'amore 3
Manuale d'amore 3 és una pel·lícula italiana de 2011 dirigida per Giovanni Veronesi, i és la continuació de Manuale d'amore (2005) i de Manuale d'amore 2 (2007).

## Argument
De Niro, d'ascendència italiana, ha tornat a rodar una pel·lícula a la Ciutat Eterna trenta-quatre anys després de 'Novecento', de Bernardo Bertolucci, per convertir-se en un professor americà divorciat que viu a Roma.
L'actor parlarà en anglès i en italià a 'Manuale d'amore 3', que seguirà les petjades dels dos anteriors lliuraments de la saga de comèdies romàntiques sobre les emocions que provoca l'amor, amb la narració de diverses històries paral·leles, dirigides per Giovanni Veronesi. Monica Bellucci interpreta a l'interès amorós del personatge de Robert De Niro, un professor divorciat americà que viu a Roma.
Si en el primer lliurament Veronesi es va endinsar en quatre històries d'amor en cada una de les seves fases -l'enamorament sobtat, la crisi, la traïció, i l'abandonament-, en la segona va retratar la sexualitat d'un discapacitat, la fecundació assistida, el matrimoni homosexual i l'amor entre una jove i un home madur, en la tercera parla de l'amor adolescent.

## Repartiment
- Monica Bellucci: Viola
- Robert de Niro: Adrian
- Laura Chiatti: Micol
- Riccardo Scamarcio: Roberto
- Michele Placido: Augusto